# 滚蛋吧！肿瘤君
《滚蛋吧！肿瘤君》是2015年上映的中国電影，由韓延執導，白百何及吳彥祖主演，電影改編自熊顿於2012年發表的漫畫作品，講述的是熊顿自身的抗癌經歷。電影於2015年8月13日上映，製作團隊期望能引起觀眾對癌症腫瘤的關注，並以樂觀的心態面對癌症。
電影代表中國角逐第88届奥斯卡最佳外語片。

## 故事大綱
熊頓（白百何 飾，電影主角與電影劇本原著作者同名）在她29歲生日那天倒霉透頂，因吐槽了她的奇葩老闆而丟了工作，又遭到其極品男友劈腿而丟了愛情，但壞運氣並沒到頭，在生日PARTY上歡騰過後，她突然在自己的房間暈倒了。自那一刻起，熊頓踏上了一段雖然痛苦但仍然充滿歡樂，囧事不斷的抗癌之旅……從急診室到血液科再到化療，每一段旅程，伴隨著不同的“旅伴” —— 熊頓愛情幻想的主角梁醫生（吳彥祖 飾），她的一班好友老鄭、艾米、小夏，還有調皮可愛的小男孩“毛豆”，以及雖然素顏但性感如昔的「女王」夏夢。這樣幾個特殊的人，因為共同的原因，相遇在醫院這個特殊的地方，他們的生命互相牽引，這種特殊的相遇讓本來枯燥痛苦的治療帶來了無數啼笑皆非的歡樂。他們之中每一個人都從熊頓那裡獲得了一種力量，即便身處人生最艱難的時刻，也一樣可以對著命運微笑。同時，這些形形色色的人也讓熊頓短暫有限的生命帶來了無限的精彩。

## 角色
| 演員   | 角色       | 介紹               |
| ------ | ---------- | ------------------ |
| 白百何 | 熊頓       | 電影故事主人翁     |
| 吳彥祖 | 梁醫生     |                    |
| 張子萱 | 艾米 (Amy) | 熊頓的好朋友       |
| 劉芮麟 | 小夏       | 熊頓的好朋友       |
| 程伊   | 老鄭       | 熊頓的好朋友       |
| 李媛   | 夏夢       | 熊頓的醫院同房病友 |
| 李建義 | 熊頓之父   |                    |
| 沈騰   | 熊頓前男友 | 熊頓極品前男友。   |

## 票房
中国內地首周获得了1.85亿人民币的票房，并在次周继续蝉联中国大陆周票房冠军，最终累计5.14亿。

## 提名及獎項
| 獎項                         | 類別               | 名字               | 結果 |
| ---------------------------- | ------------------ | ------------------ | ---- |
| 第16屆華表獎                 | 优秀青年创作影片奖 | 《滾蛋吧！腫瘤君》 | 獲獎 |
| 第16屆華表獎                 | 優秀女演員         | 白百何             | 獲獎 |
| 第7屆國際華語電影節金龍獎    | 最佳女主角         | 白百何             | 獲獎 |
| 第16届华语电影传媒大奖       | 最佳女主角         | 白百何             | 提名 |
| 第23屆北京大學生電影節       | 最佳女演員         | 白百何             | 獲獎 |
| 中國電影導演協會2015年度表彰 | 年度女演員         | 白百何             | 獲獎 |
| 中國電影導演協會2015年度表彰 | 年度青年導演       | 韓延               | 提名 |
| 第10屆华语青年影像论坛       | 年度新锐导演       | 韓延               | 獲獎 |
| 第10屆华语青年影像论坛       | 年度新锐剪辑师     | 于红超             | 獲獎 |
| 第11屆中美電影節             | 金天使獎           | 《滾蛋吧！腫瘤君》 | 獲獎 |
| 第33届大眾電影百花獎         | 最佳女配角         | 李媛               | 提名 |

### 漫画
- 滾蛋吧！腫瘤君 （页面存档备份，存于） - 新浪微漫画

### 电影
- 电影-滚蛋吧肿瘤君的新浪微博
- 豆瓣电影上《滾蛋吧！腫瘤君》的資料 （简体中文）
- 时光网上《滾蛋吧！腫瘤君》的資料（简体中文）
- 互联网电影数据库（IMDb）上《滚蛋吧！肿瘤君》的资料（英文）

| 上一届： 《捉妖记》 | 2015年中国内地一周票房冠军 第33-34周（8月10日—8月23日） | 下一届： 《终结者：创世纪》 |